# 메서드 (컴퓨터 프로그래밍)
메서드(method) 또는 멤버 함수는 객체 지향 프로그래밍에서 객체와 관련된 서브 루틴 (또는 함수)이자 클래스가 갖고 있는 기능이다. 데이터와 멤버 변수에 대한 접근 권한을 갖는다.
클래스 기반 언어에서 클래스 내부에 정의되어 있다. 메서드는 프로그램이 실행되고 있을 때 클래스에서 생성된 인스턴스와 관련된 동작을 정의한다. 메서드는 런타임 중에 클래스 인스턴스 (또는 클래스 객체)에 저장되어 있는 데이터에 접근할 수 있는 특수 속성을 가지고 있다. 바인딩은 클래스와 메서드 간의 연관관계를 말한다. 클래스와 관련된 메서드는 클래스에 바인딩 할 수 있다. 메서드는 컴파일 타임 (정적 바인딩)  또는 런타임 (동적 바인딩)에 클래스에 바인딩 할 수 있다.

## 예제
아래의 자바 코드는 사각형의 넓이를 계산하는 "rectangle" 메서드를 정의한 것이다.
```
public
 
class
 
Main

{

        
int
 
rectangle
(
int
 
h
,
 
int
 
w
)

        
{

                
return
 
h
*
w
;

        
}

}

```

아래의 C++ 코드는 입력과 출력 메서드를 정의한 것이다.
```
#include
 
<iostream>

#include
 
<string>

#include
 
<array>

struct
 
goods

{

	
std
::
string
 
name
;

	
float
 
price
;

	
static
 
int
 
percent
;

	
void
 
input
()

	
{

		
std
::
cout
 
<<
 
"Good's name: "
;

		
std
::
cin
 
>>
 
name
;

		
std
::
cout
 
<<
 
"Price: "
;

		
std
::
cin
 
>>
 
price
;

	
}

	
void
 
display
()

	
{

		
std
::
cout
 
<<
 
"
\n
"
 
<<
 
name
;

		
std
::
cout
 
<<
 
", Final price with tax: "
;

		
std
::
cout
 
<<
 
static_cast
<
long
>
(
price
 
*
 
(
1.0
 
+
 
goods
::
percent
 
*
 
0.01
));

		
std
::
cout
 
<<
 
"
\n
"
;

	
}

};

int
 
goods
::
percent
 
=
 
20
;

int
 
main
()

{

	
std
::
array
<
goods
,
 
3
>
 
a
;

	
for
 
(
auto
&&
 
i
 
:
 
a
)

	
{

		
i
.
input
();

	
}

	
for
 
(
auto
&&
 
i
 
:
 
a
)

	
{

		
i
.
display
();

	
}

}

```

## 추상 메서드
추상 메서드는 구현 없이 선언만 되어 있는 메서드를 말한다. 서브 클래스는 반드시 메서드의 구현을 포함하여야 한다. 추상 메서드는 언어에서 인터페이스를 명시하기 위해 사용된다.

### 예제
아래의 자바 코드는 확장이 필요한 추상 클래스를 정의한 것이다.
```
abstract
 
class
 
Main
{

	
abstract
 
int
 
rectangle
(
int
 
h
,
 
int
 
w
);
 
// abstract method signature

}

```

위의 "Main" 클래스를 상속하는 클래스이다.
```
public
 
class
 
Main2
 
extends
 
Main
{

	
@Override

	
int
 
rectangle
(
int
 
h
,
 
int
 
w
)

	
{

		
return
 
h
*
w
;

	
}

}

```

## 상태변이 메서드
상태변이 메서드는 자신을 호출한 객체의 상태를 변화시킬 수 있는 메서드를 말한다.

### 예제
```
struct
 
calculator

{

	
static
 
int
 
value
;

	
void
 
increase
()

	
{

		
value
 
=
 
value
 
+
 
1
;

	
}

};

```

## 접근 메서드
접근 메서드는 보통 단순히 객체의 상태에 접근할 수 있는 메서드를 말한다.

### 예제
```
struct
 
calculator

{

	
static
 
int
 
value
;

	
void
 
printValue
()

	
{

		
printf
(
"%d
\n
"
,
 
value
);

	
}

};

```

## 정적 메서드
정적 메서드는 클래스의 인스턴스 없이 데이터에 접근할 수 있는 권한을 가진다. 어떤 언어에서는 static 키워드를 선언부에 적음으로써 다른 것들과 구분 짓는다.

## 같이 보기
- 서브 루틴